# 塑像

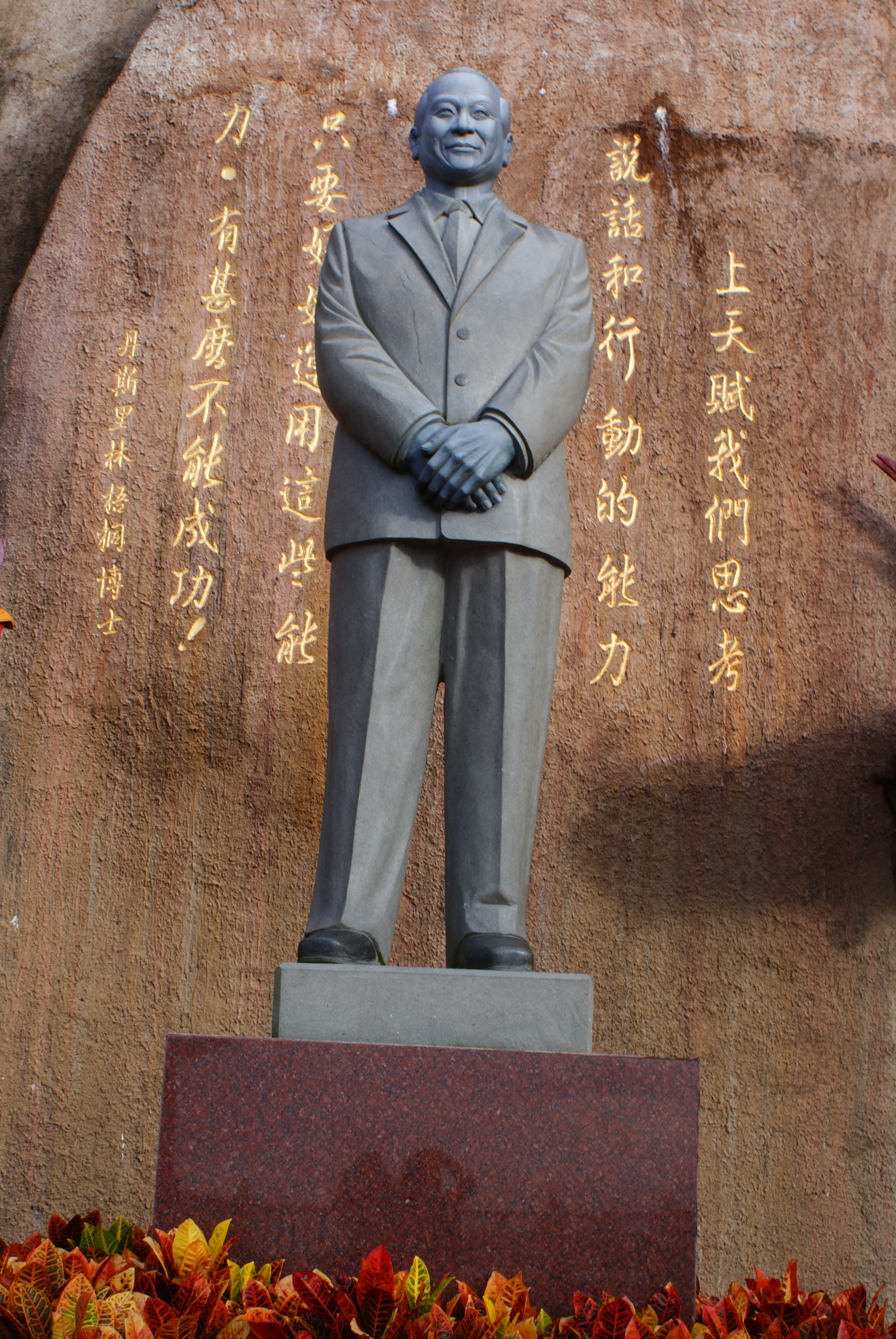
位于马来西亚云顶高原清水岩庙的林梧桐人像，马来西亚云顶集团创办人

塑像是采用写实或抽象形式的立体艺术品，如人物、動物等的立体像。人們亦會為一些重要人物塑造雕像，以示紀念。如國立國父紀念館的入口大廳就有一尊孫中山銅像。
塑像用石头或木头雕刻，或用塑料材料通过模具制作，或用青铜铸造，或采用类似方法制作。

## 延伸阅读
[在维基数据编辑]
 《欽定古今圖書集成·博物彙編·神異典·神像部》，出自陈梦雷《古今圖書集成》